# 에다 다카시
에다 다카시(일본어: 江田 孝, 1923년 3월 18일 ~ 1978년 2월 11일)는 일본의 전 프로 야구 선수이자 야구 지도자이다. 효고현 출신이며 현역 시절 포지션은 투수였다.

## 인물
구제 이타미 중학교를 졸업하고 1941년 한큐군에 입단했다. 그해 8월 2일 나고야군전(니시노미야)에서 선발 등판하여 모리 고타로와의 계투에서 노히트 노런을 기록했다(에다는 7과 2/3이닝, 모리는 1과 1/3이닝). 1943년에는 징집돼 응소했고 1946년 골드 스타에 입단하여 프로 야구계에 복귀, 이듬해 1947년에는 처음으로 두 자릿수 승리를 기록하여 시즌 11승을 올렸다. 1948년 다이요 로빈스에 이적했고 1950년에는 23승을 거두며 ‘수소 폭탄 타선’이라는 별명을 가진 쇼치쿠를 양대 리그 출범 후 첫 리그 우승에 큰 기여를 했다(또한 에다 자신도 그 해에 타격에서도 5홈런, 22타점의 성적으로 맹활약했다). 1952년 다이요 웨일스로 이적하여 1957년에 현역에서 은퇴했다.
그 후 긴테쓰 버펄로스에서 스카우트를 거쳐 2군 투수 코치(1965년 ~ 1971년)를 맡았고 니시테쓰 → 다이헤이요 → 크라운에서는 2군 감독(1972년 ~ 1973년), 1군 투수 코치(1974년, 1976년 ~ 1977년), 수석 코치(1975년)를 맡는 등 스즈키 게이시, 간베 도시오(이상 긴테쓰), 고가 마사아키, 야마시타 리쓰오(이상 다이헤이요 → 크라운) 등을 키웠다.
하지만 크라운에서 코치로 재임 중이던 1978년 2월 11일, 시마바라시영 구장에서 가진 라이온스 시마바라 스프링 캠프 첫날에 훈련 도중 뇌졸중으로 쓰러져 병원으로 이송했지만 의식불명 상태에 빠져 뇌경색으로 사망했다(향년 54세). 임종을 앞두고 “기분이 나빴다”라는 말을 남겼다.

## 선수로서의 특징
- 개인 통산 성적은 97승 147패를 기록하여 패전 수가 더 많았는데 특히 실점이 승점보다 많은 50은 고바야시 쓰네오, 구로다 쓰토무 다음으로 프로 야구에서 최악의 기록에 해당되는 3위를 나타냈다.[3]
- 오버핸드로부터 슈토와 싱커를 무기로 삼았다.

## 상세 정보

### 출신 학교
- 구제 효고현립 이타미 중학교

### 선수 경력
- 한큐군(1941년 ~ 1943년)
- 골드 스타·긴세이 스타스(1946년 ~ 1947년)
- 다이요 로빈스·쇼치쿠 로빈스(1948년 ~ 1951년)
- 다이요 웨일스·다이요 쇼치쿠 로빈스(1952년 ~ 1957년)

### 지도자 경력
- 긴테쓰 버펄로스 2군 투수 코치(1965년 ~ 1971년)
- 니시테쓰 라이온스·다이헤이요 클럽 라이온스 2군 감독(1972년 ~ 1973년)
- 다이헤이요 클럽 라이온스 1군 수석 코치(1975년)
- 다이헤이요 클럽 라이온스·크라운라이터 라이온스 1군 투수 코치(1974년, 1976년 ~ 1977년)

### 등번호
- 25(1941년 ~ 1943년)
- 17(1946년 ~ 1947년)
- 19(1948년 ~ 1949년)
- 15(1950년 ~ 1952년, 1954년 ~ 1957년)
- 33(1953년)
- 66(1965년 ~ 1970년)
- 63(1971년)
- 40(1972년)
- 71(1973년 ~ 1977년)

### 등록명
- 江田 孝(えだ たかし 에다 다카시[*], 1941년 ~ 1947년, 1956년 ~ 1957년, 1965년 ~ 1977년)
- 江田 貢一(えだ こういち 에다 고이치[*], 1948년 ~ 1955년)

### 연도별 투수 성적
| 연 도       | 소 속              | 등 판 | 선 발 | 완 투 | 완 봉 | 무 4 구 | 승 리 | 패 전 | 세 이 브 | 홀 드 | 승 률 | 타 자 | 이 닝  | 피 안 타 | 피 홈 런 | 볼 넷 | 고 4 | 몸 맞 | 탈 삼 진 | 폭 투 | 보 크 | 실 점 | 자 책 점 | 평 자 책 | W H I P |
| ----------- | ------------------ | ----- | ----- | ----- | ----- | ------- | ----- | ----- | -------- | ----- | ----- | ----- | ------ | -------- | -------- | ----- | ---- | ----- | -------- | ----- | ----- | ----- | -------- | -------- | ------- |
| 1941년      | 한큐               | 9     | 5     | 0     | 0     | 0       | 3     | 3     | --       | --    | .500  | 206   | 47.2   | 32       | 0        | 37    | --   | 1     | 8        | 1     | 1     | 13    | 10       | 1.88     | 1.45    |
| 1942년      | 한큐               | 1     | 0     | 0     | 0     | 0       | 0     | 0     | --       | --    | ----  | 23    | 4.0    | 8        | 0        | 1     | --   | 0     | 1        | 0     | 0     | 5     | 4        | 9.00     | 2.25    |
| 1943년      | 한큐               | 13    | 6     | 4     | 2     | 0       | 4     | 5     | --       | --    | .444  | 289   | 70.0   | 47       | 0        | 33    | --   | 0     | 13       | 0     | 0     | 22    | 16       | 2.06     | 1.14    |
| 1946년      | 골드 스타 긴세이   | 35    | 26    | 18    | 4     | 0       | 9     | 16    | --       | --    | .360  | 1082  | 236.1  | 268      | 8        | 119   | --   | 1     | 45       | 0     | 1     | 155   | 117      | 4.44     | 1.64    |
| 1947년      | 골드 스타 긴세이   | 45    | 32    | 21    | 4     | 0       | 11    | 23    | --       | --    | .324  | 1219  | 287.2  | 255      | 8        | 108   | --   | 4     | 60       | 0     | 0     | 125   | 86       | 2.69     | 1.26    |
| 1948년      | 다이요 쇼치쿠      | 7     | 4     | 1     | 0     | 0       | 0     | 3     | --       | --    | .000  | 187   | 37.0   | 67       | 6        | 16    | --   | 2     | 6        | 0     | 0     | 44    | 38       | 9.24     | 2.24    |
| 1949년      | 다이요 쇼치쿠      | 38    | 28    | 12    | 1     | 0       | 9     | 16    | --       | --    | .360  | 1024  | 229.2  | 288      | 25       | 64    | --   | 3     | 48       | 1     | 2     | 154   | 123      | 4.81     | 1.53    |
| 1950년      | 다이요 쇼치쿠      | 44    | 33    | 23    | 4     | 2       | 23    | 8     | --       | --    | .742  | 1198  | 288.1  | 289      | 14       | 75    | --   | 4     | 66       | 1     | 0     | 112   | 91       | 2.83     | 1.26    |
| 1951년      | 다이요 쇼치쿠      | 28    | 14    | 5     | 1     | 1       | 4     | 8     | --       | --    | .333  | 639   | 151.2  | 155      | 13       | 38    | --   | 3     | 29       | 0     | 5     | 76    | 57       | 3.38     | 1.27    |
| 1952년      | 다이요 요쇼 다이요 | 31    | 21    | 9     | 2     | 1       | 10    | 11    | --       | --    | .476  | 797   | 186.2  | 217      | 10       | 44    | --   | 1     | 31       | 0     | 0     | 105   | 86       | 4.14     | 1.40    |
| 1953년      | 다이요 요쇼 다이요 | 32    | 21    | 9     | 2     | 1       | 7     | 15    | --       | --    | .318  | 653   | 159.1  | 162      | 14       | 34    | --   | 0     | 33       | 1     | 1     | 80    | 72       | 4.05     | 1.23    |
| 1954년      | 다이요 요쇼 다이요 | 31    | 20    | 6     | 1     | 1       | 5     | 17    | --       | --    | .227  | 711   | 164.0  | 179      | 7        | 55    | --   | 1     | 32       | 2     | 0     | 79    | 62       | 3.40     | 1.43    |
| 1955년      | 다이요 요쇼 다이요 | 31    | 27    | 14    | 1     | 1       | 10    | 14    | --       | --    | .417  | 912   | 220.1  | 220      | 15       | 53    | 2    | 4     | 47       | 4     | 0     | 89    | 73       | 2.97     | 1.24    |
| 1956년      | 다이요 요쇼 다이요 | 21    | 9     | 1     | 0     | 0       | 2     | 7     | --       | --    | .222  | 309   | 75.1   | 82       | 5        | 12    | 0    | 0     | 27       | 0     | 0     | 37    | 30       | 3.55     | 1.25    |
| 1957년      | 다이요 요쇼 다이요 | 4     | 2     | 0     | 0     | 0       | 0     | 1     | --       | --    | .000  | 33    | 7.0    | 10       | 1        | 1     | 0    | 0     | 1        | 0     | 0     | 5     | 4        | 5.14     | 1.57    |
| 통산 : 15년 | 통산 : 15년        | 370   | 248   | 123   | 22    | 7       | 97    | 147   | --       | --    | .398  | 9282  | 2165.0 | 2279     | 126      | 690   | 2    | 24    | 447      | 10    | 10    | 1101  | 869      | 3.61     | 1.37    |

- 굵은 글씨는 시즌 최고 성적.
- 골드 스타는 1947년 긴세이(긴세이 스타스)로 구단명을 변경
- 다이요(다이요 로빈스)는 1950년 쇼치쿠(쇼치쿠 로빈스)로 구단명을 변경
- 다이요(다이요 웨일스)는 1953년 요쇼(다이요 쇼치쿠 로빈스), 1955년에 다이요(다이요 웨일스)로 구단명을 변경